# Jan Zygmunt Skrzynecki
Jan Zygmunt Skrzynecki (Żebrak, República de las Dos Naciones, 8 de febrero de 1787 - Cracovia, Imperio Austríaco, 1 de diciembre de 1860) fue un general polaco activo durante el Levantamiento de Noviembre.

## Biografía
Skrzynecki nació en Žebrák, en las proximidades de Siedlce, el 8 de febrero de 1787. Después de completar su educación en la Universidad de Lviv, ingresó en el ejército polaco del Gran Ducado de Varsovia, obteniendo el grado de teniente en la batalla de Raszyn en 1809. Fue uno de los soldados más destacados en la Batalla de Leipzig y salvó a Napoleón Bonaparte en la de Arcis-sur-Aube en 1814.
Con la creación de la Polonia del Congreso en 1815, Skrzynecki fue puesto al mando de cinco regimientos de infantería en el frente, y al unirse a la insurrección de 1830 se encargó de la organización del ejército polaco. A principios del mes de marzo de 1831, contactó por correspondencia con el mariscal de campo ruso Hans Karl von Diebitsch, líder del ejército ruso. 
En la batalla de Ostrołęka (26 de mayo de 1831) mostró su valentía habitual y una considerable capacidad de organización, pero después de una lucha sangrienta contra los hombres de Diebitsch le hizo caer en la batalla de Varsovia, donde exigió una reconstrucción del gobierno y posteriormente su propio nombramiento como dictador. Pero la opinión pública se estaba contra él y se vio obligado el 10 de agosto a renunciar su puesto como comandante en jefe del ejército, dejándolo en manos de su sucesor, Henryk Dembiński. Skrzynecki se unió a un cuerpo de guerrillas y el 22 de septiembre se refugió en territorio austríaco. Posteriormente residió en Praga, pero emigró a Bruselas, donde fue nombrado comandante en jefe del ejército belga en 1839. Finalmente se estableció en Cracovia, donde murió en 1860.
Skrzynecki fue notable por su valor personal e hizo una excelente labor como general, recibiendo la Legión de Honor, la Orden de Santa Ana de segunda clase y la Orden Virtuti Militari, entre otros. Escribió dos libros: Dos Días Victoriosos (Varsovia, 1831); y Mes Erreurs (París, 1835).